# Bum del gas en Indiana

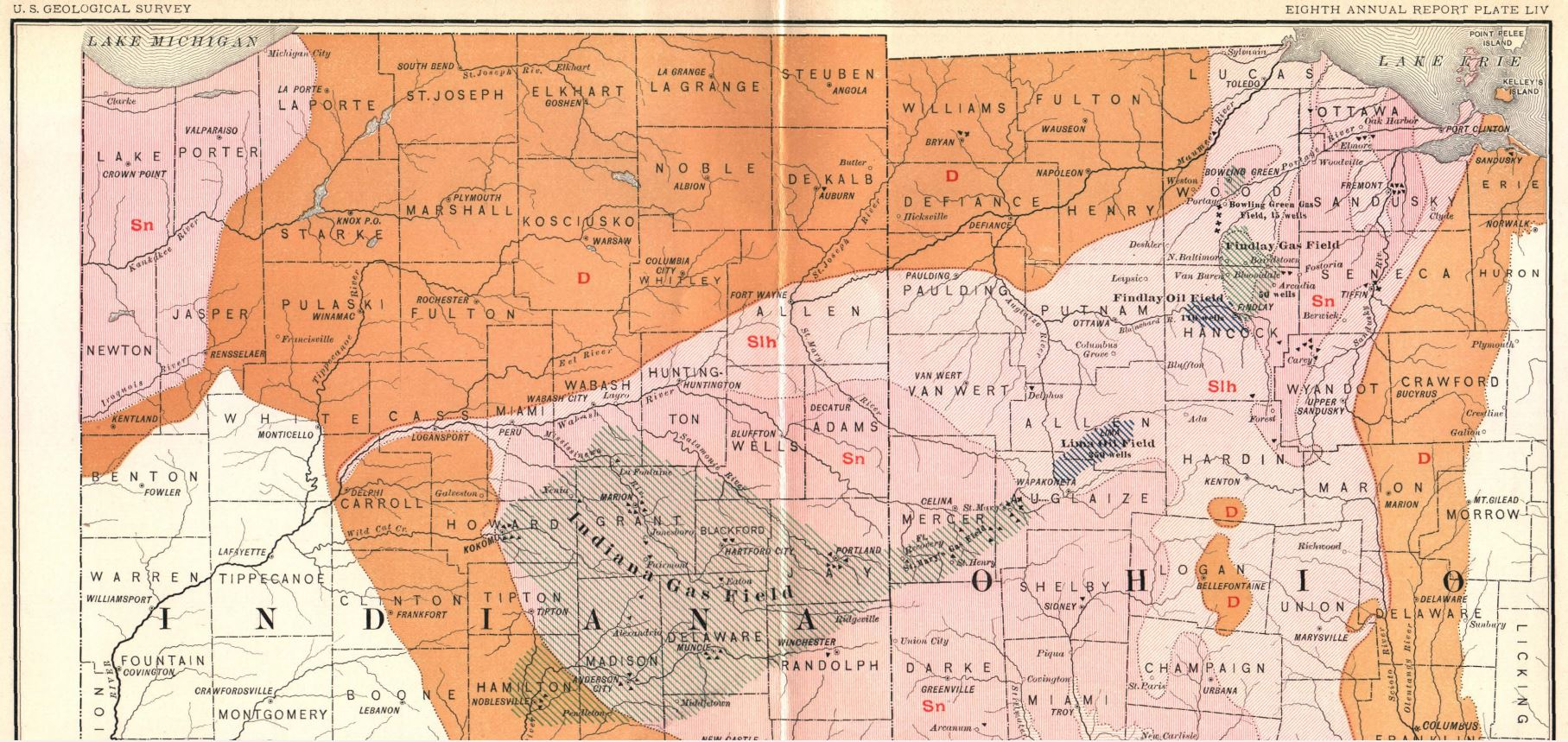
Campo de gas de Indiana

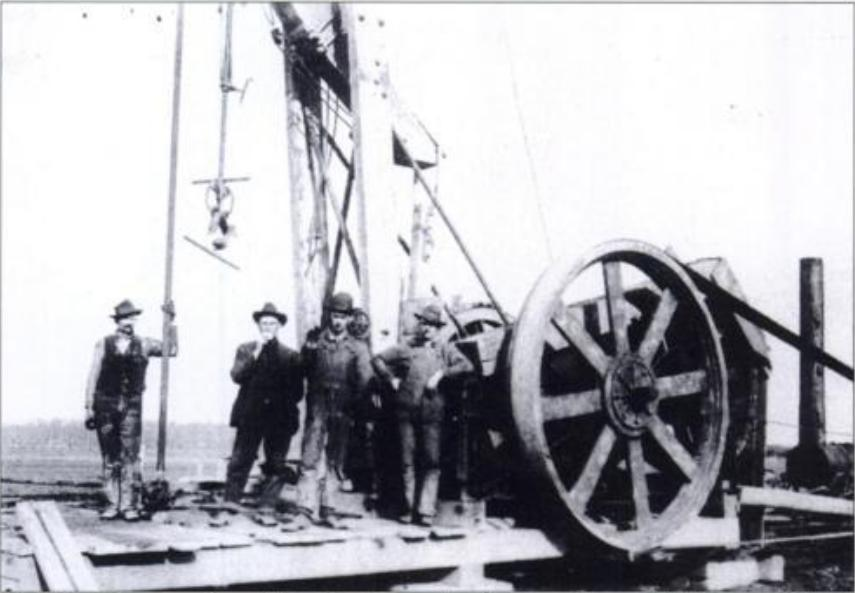
Mineros de gas natural junto a un taladro, cerca de Kokomo, c. 1885

El bum del gas en Indiana fue un período de perforación activa y producción de gas natural en el campo de gas de Trenton, en el estado estadounidense de Indiana y la parte noroeste adyacente de Ohio. El auge comenzó a principios de la década de 1880 y se prolongó hasta principios del siglo XX.
Cuando se descubrió el cinturón de gas natural de Indiana, los ciudadanos no sabían lo que habían encontrado. Pasó casi una década sin que se tomaran medidas para recuperar el recurso. Una vez que se comprendió su importancia, la exploración posterior mostró que el cinturón de gas de Indiana era el depósito de gas natural más grande descubierto hasta entonces. Además de la enorme cantidad de gas natural, en la década de 1890 los desarrolladores descubrieron que el campo también contenía la primera reserva de petróleo gigante encontrada en Estados Unidos con un estimado de mil millones de barriles de petróleo. El recurso se aprovechó rápidamente para su uso. Debido a que el gas se estaba desperdiciando en uso, la Asamblea General de Indiana intentó regular su uso. En una serie de casos, la Corte Suprema de Indiana confirmó la constitucionalidad de la ley.
La escasa comprensión de los pozos de petróleo y gas en ese momento llevó a la pérdida de aproximadamente el 90 % del gas natural por ventilación a la atmósfera o por un uso indebido generalizado. En 1902, el rendimiento de los campos comenzó a disminuir, lo que llevó a un cambio a formas alternativas de energía. Con la mayor parte del gas extraído del campo, ya no había suficiente presión para bombear el petróleo del suelo. Se calcula que 140 000 000 m³ de petróleo permanecen en el campo. Los avances en la tecnología de levantamiento artificial han llevado a la extracción de parte del petróleo, pero a un ritmo relativamente lento y a un costo elevado en comparación con los campos más productivos.

## Descubrimiento

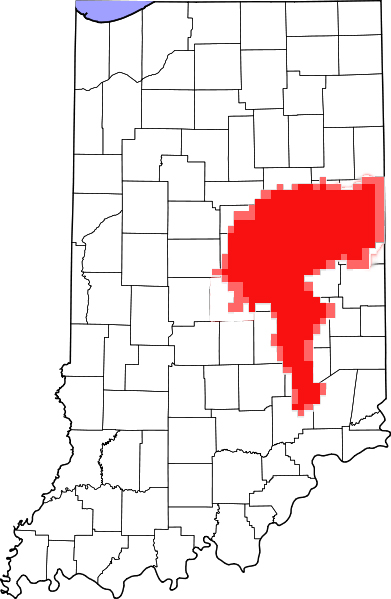
Ubicación del campo de gas de Trenton

El gas natural se descubrió por primera vez en Indiana en 1876. Los mineros del carbón en la ciudad de Eaton estaban haciendo un agujero en busca de carbón. Después de alcanzar una profundidad de unos 183 m, un fuerte ruido vino del suelo y un olor fétido salió del agujero. El evento asustó a los mineros. Algunos creían que habían traspasado el techo del infierno. Taponaron el agujero y no perforaron más en ese lugar.
En 1886, se estableció el primer pozo de gas comercial de Indiana cuando George W. Carter, William W. Worthington y Robert C. Bell contrataron a Almeron H. Crannell para perforar otro pozo en Eaton. Crannell alcanzó el gas a una profundidad de 281 m. Cuando se encendió el gas que escapaba, la llama alcanzó los 3 m en el aire. Se perforaron otros pozos de gas y, en ocasiones, se encendió el gas que escapaba para anunciar el descubrimiento, asumiendo que el gas era inagotable. La llama resultante se llamó flambeaux.
La fiebre del gas atravesó el estado de lado a lado y se crearon miles de pozos de gas. Los exploradores encontraron que el campo de gas era el más grande de los campos de gas natural encontrados hasta esa fecha, cubriendo un área de 13 261 km². El cinturón pasó a llamarse campo de gas de Trenton. Los perforadores encontraron grandes cantidades de petróleo además del gas natural.

## Auge

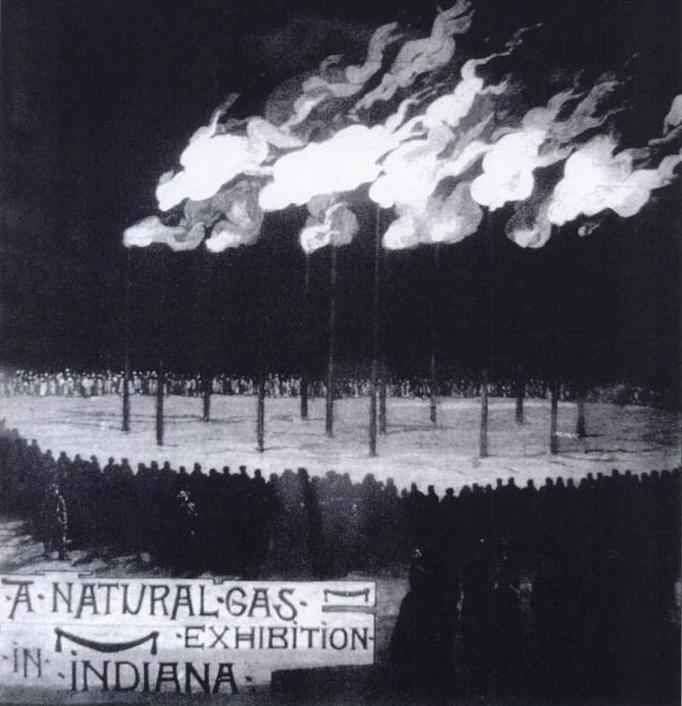
Una exhibición de flambeau en Indiana, con múltiples llamas

El descubrimiento de gas estimuló el desarrollo de la industria en la región de East Central Indiana. Ball Corporation abrió sus puertas en Muncie, utilizando el combustible barato para fabricar vidrio. Otros fabricantes también se trasladaron al área, incluida la Kokomo Rubber Company; Compañía de Botellas y Vidrio Aislante Hemmingray; y Maring, Hart y Company.
Los fabricantes de hierro y otros metales, atraídos por el combustible barato, establecieron fábricas. El combustible barato fue una de las principales razones por las que US Steel eligió el norte de Indiana para sus operaciones. Otras ciudades del norte de Indiana también crecieron, incluidas Hartford City y Gas City. Gas City estaba en el centro del campo de gas y tenía acceso a las presiones más fuertes, con entre 2068 kPa y 2413 kPa. En 1892 Gas City tenía una población de 150 habitantes, pero dos años más tarde su población había aumentado a 25 000.
A las ciudades fuera del campo se les distribuyó gas por tubería y el combustible se exportó a través del Medio Oeste. Indiana Natural Gas and Oil fue formado por un grupo de empresarios de Chicago liderados por Charles Yerkes. La compañía contrató a Elwood Haynes como su superintendente y supervisó el tendido del primer gasoducto de gas natural de larga distancia en Estados Unidos, que conecta Chicago con el Trenton Field a más de 241 km distancia. Uno de los usos principales del gas era alimentar el alumbrado de gas. La riqueza y la industria aportadas por los pozos llevaron a un rápido cambio de población hacia el norte de Indiana. En comparación, el sur de Indiana nunca se había recuperado del embargo durante la Guerra de Secesión y estaba en declive económico. La parte norte del estado atrajo nuevos puestos de trabajo. El boom condujo al rápido desarrollo de la tecnología de bombeo y tuberías por parte de las empresas de gas y petróleo de la región. Inventores como Elwood Haynes desarrollaron muchos dispositivos y métodos diferentes que hicieron avanzar la industria.
A medida que aumentaba el uso del gas, muchos científicos advirtieron que se estaba desperdiciando más gas del que efectivamente usaba la industria, y que pronto se acabarían los suministros. Casi todas las ciudades del norte de Indiana tenían uno o más pozos de gas. Los productores encendieron un flambeau encima de cada pozo para demostrar que el gas fluía. La Asamblea General de Indiana intentó detener la práctica limitando la quema al aire libre. La ley se encontró con una dura oposición. Muchos líderes de la ciudad, que habían llegado a depender de los ingresos del gas, rechazaron las afirmaciones de que los pozos se secarían. Esta práctica desperdició mucho gas; INGO realizó su propia investigación y descubrió que su flambeaus desperdiciaba 10 000 dólares en gasolina al día y ordenó que se detuviera la práctica. A pesar de sus hallazgos, las otras empresas no siguieron su ejemplo. Aunque INGO implementó medidas contra el desperdicio, se opusieron virulentamente a las regulaciones que consideraban que obstaculizaban la productividad — principalmente las regulaciones destinadas a aumentar artificialmente la presión del gas.
Elwood Haynes presentó una demanda un mes después de que las regulaciones se convirtieran en ley, alegando que el gobierno no tenía autoridad para regular la industria. El desafío se prolongó en los tribunales durante varios años hasta que la Corte Suprema de Indiana declaró constitucionales las leyes reguladoras en 1896.
Casi todas las comunidades del Trenton Field tenían un pozo de gas. Muchos fueron comprados por gobiernos locales, que utilizaron los ingresos para servicios comunitarios. Muchos pueblos y ciudades instalaron iluminación de gas gratuita en todas sus comunidades, suministrada por sus propios pozos de gas. Las comunidades también canalizaron gas a hogares privados para proporcionar combustible de calefacción barato, lo que contribuyó a que la vida urbana fuera más deseable. El gas se utilizó para producir electricidad que funcionaba con tranvías eléctricos en varias ciudades. Los empresarios también establecieron corporaciones para comprar el gas en los mercados locales y venderlo al por mayor en el mercado nacional.

## Disminución
Las prácticas derrochadoras agotaron rápidamente el campo de gas. Hacia el cambio de siglo, la producción de los pozos decayó. Algunos flambeaus habían estado ardiendo durante casi dos décadas; lentamente, sus llamas se hicieron más cortas y más débiles. Los expertos modernos calculan que hasta el 90% del gas natural se desperdició en exhibiciones de flambeau. En 1903, la necesidad de las fábricas y las ciudades de fuentes alternativas de energía llevó a la creación de numerosas plantas eléctricas de carbón.
El petróleo duró algunos años más, pero la inexperiencia en la primera industria de la extracción de petróleo generó problemas. Los productores desconocían la relación entre la presión proporcionada por el gas natural y la capacidad de bombear petróleo de los pozos. La presión comenzó a disminuir rápidamente hacia el cambio de siglo. En 1895 la presión estaba en 164 psi, en 1897 era de 191 psi, y en 1898 de 173 psi. A medida que la presión disminuyó a alrededor de 150 psi, el petróleo comenzó a moverse hacia la parte superior del campo, pero como el gas natural se había liberado y la presión cayó bajo 130 psi, no había forma de bombear el del resto del campo.
La producción petrolera alcanzó su máximo en 1905 con más de 1 700 000 m³ bombeados ese año. Para 1910, los recursos que alguna vez fueron abundantes se habían casi extinguido. Para entonces, una nueva industria se había trasladado al estado y el declive de la industria del gas no tuvo un impacto negativo importante. La disponibilidad de energía barata había atraído tanta industria nueva que Indiana se había convertido en uno de los principales estados industriales. La economía del norte de Indiana continuó floreciendo hasta la Gran Depresión en la década siguiente. Se calcula que se extrajeron del campo más de 28 km³ de gas natural y 16 700 000 m³ de petróleo .
Existen bolsas más pequeñas de gas natural en Indiana a profundidades que no se podían alcanzar en el boom. El estado todavía tenía una pequeña industria productora de gas natural en 2008, pero los residentes y la industria consumen aproximadamente el doble de la producción estatal. En 2005 había 338 pozos de gas natural activos en el campo Trenton. En 2006, Indiana produjo más de 8 200 000 m³ de gas natural. Esto lo convirtió en el 24º estado productor más grande, muy por debajo de los principales productores.
Se calcula que solo el 10 % del petróleo se extrajo del campo Trenton y que este aún alberga unos 140 000 000 m³. Debido al tamaño del campo, es imposible bombear gas de regreso al pozo para aumentar la presión, como se hace comúnmente en campos más pequeños. Debido a la profundidad y las limitaciones de las bombas hidráulicas, nunca fue rentable utilizarlas para extraer aceite. No fue hasta la década de 1990 que se inventaron métodos eficientes de levantamiento artificial. Esto ha permitido extraer parte del petróleo, pero a un costo mucho más alto que cuando hay suficiente gas natural.